# Путятін Віктор Павлович
Віктор Павлович Путятін (12 вересня 1941, Харків, Українська РСР, СРСР — 2 листопада 2021) — радянський фехтувальник на рапірах, дворазовий срібний (1968 та 1972 роки) призер Олімпійських ігор, п'ятиразовий чемпіон світу.

## Виступи на Олімпіадах
| Олімпіада   | Дисципліна           | Місце |
| ----------- | -------------------- | ----- |
| Мехіко 1968 | індивідуальна рапіра | 9     |
| Мехіко 1968 | командна рапіра      | 2     |
| Мюнхен 1972 | командна рапіра      | 2     |